# Leptosiaphos blochmanni
Leptosiaphos blochmanni là một loài thằn lằn trong họ Scincidae. Loài này được Tornier mô tả khoa học đầu tiên năm 1903.